# 所以請放開那隻手
〈所以請放開那隻手〉（日语：／ Dakara Sono Te wo Hanashite）是日本音樂組合B'z的歌曲。於1988年9月21日作為出道單曲由BMG VICTOR發行。

## 概要
本作與出道專輯『B'z』同時發行。在B'z的單曲中，是唯一一張亦發售過黑膠唱片的單曲。
當時，曲目2尚未被稱作「2nd beat」，而是普通地稱為coupled with。稱呼為2nd beat是自4th單曲『BE THERE』起開始使用。當時亦存在幾乎毫無名氣的時期，因此儘管在Oricon合計中也因銷售量太低而未被計算。
2人的英語著作權名義，直至3rd迷你專輯『MARS』為止，松本是「TAKAHIRO MATSUMOTO ON GUITAR」，稻葉是「KOHSHI INABA ON VOCAL」。
唱片封面的上半部分寫真，是來自沿用了出道專輯『B'z』。唱片封底的寫真與專輯的唱片封底寫真不同，是沿用了配置於專輯歌詞卡背面的寫真。

## 收錄曲
1. （所以請放開那隻手）(3:50)
以輕快的電子節拍為主體，除了吉他與主唱外，全部皆是以電腦編曲（日语：打ち込み）完成。
松本的吉他聲聽起來頗為後退，與之後的作品相比是更為安靜的混音。此外，稻葉的聲音相當堅硬輕盈。
PV拍攝是與唱片封面拍攝同時進行[3]，並且亦出現了在本作和1st專輯『B'z』唱片封面上所穿的服裝及使用的白色人體模型的場面。此外，一部分場面是在千葉縣的九十九里濱所拍攝，是在颱風接近的惡劣氣候中拍攝而成[4][3]。
2. （連心靈亦會濕潤的曲目 ～stay tonight～）(4:38)
與曲目1同樣，是以電腦編曲為主體的樂曲。是一首將松本與稻葉擁有的藍調色彩無處不在慢慢滲出的作品。

## 不同版本

### 
- DA‧KA‧RA‧SO‧NO‧TE‧O‧HA‧NA‧SHI‧TE -OFF THE LOCK STYLE-
全英詞版本。進一步強調了電子舞曲節拍色彩，演奏時長超過7分鐘。收錄於迷你專輯『BAD COMMUNICATION』與非官方公認精選輯『Flash Back -B'z Early Special Titles-』中。
- （所以請放開那隻手 -Mixture Style-）
重新錄製版本，成為了與原曲不同的硬式搖滾調[5]。收錄於27th單曲『今夜月の見える丘に』與必備專輯（Must Album）『B'z The "Mixture"』中。

- STAY TONIGHT
的其他版本，被披露於『B'z LIVE-GYM Pleasure '92 "TIME"』、『B'z LIVE-GYM Pleasure '93 "JAP THE RIPPER"』上。未被音源化，但在『LIVE RIPPER（日语：LIVE RIPPER）』中收錄了一部分影像。此版本的標題是在同作的收錄曲目中所記載的標題。此編曲成為了後述的「SLAVE TO THE NIGHT」的原型。
- SLAVE TO THE NIGHT
收錄於7th專輯『The 7th Blues』中的版本。除了是以上述的「STAY TONIGHT」為基礎進一步改編外，歌詞被重新撰寫為英語。這是一首在B'z的作品中十分罕見地將標題及曲構成連帶大幅變更的樂曲。

## 製作人員
- 松本孝弘：吉他、全曲作曲
- 稻葉浩志：主唱、全曲作詞
- 明石昌夫：全曲編曲

## 收錄專輯
- B'z
- BAD COMMUNICATION (全英詞版本「DA‧KA‧RA‧SO‧NO‧TE‧O‧HA‧NA‧SHI‧TE -OFF THE LOCK STYLE-」)
- B'z TV Style SONGLESS VERSION（日语：B'z TV Style SONGLESS VERSION） (TV Style)
- Flash Back -B'z Early Special Titles-
- B'z The "Mixture" (-Mixture style-)
- B'z The Best XXV 1988-1998

- B'z
- The 7th Blues (全英詞版本「SLAVE TO THE NIGHT」)
- DEVIL (全英詞版本「SLAVE TO THE NIGHT」)

## 演唱會影像作品
- JUST ANOTHER LIFE（日语：JUST ANOTHER LIFE）
- B'z LIVE-GYM Hidden Pleasure ～Typhoon No.20～
- B'z LIVE-GYM Pleasure 2008 -GLORY DAYS-
- B'z COMPLETE SINGLE BOX (特典DVD)

- LIVE RIPPER（日语：LIVE RIPPER）

## 腳註

### 出典
1. ↑  . Billboard JAPAN (阪神コンテンツリンク). 2018-09-21  [2020-05-08]. （原始内容存档于2019-05-06）.
2. ↑  . MRM. 2013: 135.
3. 1 2   79. B'z Party. 2008-10.
4. ↑  青木優.  (MUSIC VIDEO的Liner Notes（初回限定盤附屬）) (音像媒体说明). VERMILLION RECORDS. 2013.
5. ↑  . MRM. 2013: 234.